# 野田彩恵子
野田 彩恵子（のだ さえこ）は日本で活動するミュージカル俳優である。福岡県北九州市出身。劇団四季所属。

## 来歴
5歳からクラシックバレエを始め、ジャズダンスやタップダンスのレッスンも重ねた。美女と野獣を観劇したことがきっかけで劇団四季を目指すようになり、2010年に劇団四季研究所へ入所した。2011年3月6日に京都劇場で開幕したオペラ座の怪人京都公演のアンサンブル7枠役が初舞台出演となった。2014年には美しい日本語の話し方教室に参加している。

## 人物
趣味は野球観戦で福岡ソフトバンクホークスのファンである。

## 主な出演作品
- オペラ座の怪人（2011年アンサンブル7枠）
- はだかの王様（2013年アンサンブル6枠）
- クレイジー・フォー・ユー（2015年シーラ）
- キャッツ（2016年タントミール）

※括弧内の年は初出演年